# Grammy Awards 2016
La 58ª edizione dei Grammy Awards si svolge il 15 febbraio 2016 allo Staples Center di Los Angeles, California.

## Vincitori e candidati

### Assoluti

#### Registrazione dell'anno
- Uptown Funk - Mark Ronson feat. Bruno Mars; Jeff Bhasker, Bruno Mars e Mark Ronson (produttori); Josh Blair, Șerban Ghenea, Wayne Gordon, John Hanes, Inaam Haq, Boo Mitchell, Charles Moniz e Mark Ronson (ingegneri/mixers); Tom Coyne (ingegnere del mastering)
- Really Love - D'Angelo; D'Angelo (produttore); Russell Elevado e Ben Kane (ingegneri/mixers); Dave Collins (ingegnere del mastering)
- Thinking Out Loud - Ed Sheeran; Jake Gosling (produttore); Jake Gosling, Mark "Spike" Stent e Geoff Swan (ingegneri/mixers); Stuart Hawkes (ingegnere del mastering)
- Blank Space - Taylor Swift; Max Martin e Shellback (produttori); Șerban Ghenea, John Hanes, Sam Holland e Michael Ilbert (ingegneri/mixers); Tom Coyne (ingegnere del mastering)
- Can't Feel My Face - The Weeknd; Max Martin e Ali Payami (produttori); Șerban Ghenea, John Hanes e Sam Holland (ingegneri/mixers); Tom Coyne (ingegnere del mastering)

#### Canzone dell'anno
- Thinking Out Loud - Ed Sheeran; scritta da Ed Sheeran e Amy Wadge
- Alright - Kendrick Lamar; scritta Kendrick Duckworth, Mark Anthony Spears e Pharrell Williams
- Blank Space - Taylor Swift; scritta da Max Martin, Shellback e Taylor Swift
- Girl Crush - Little Big Town; scritta da Hillary Lindsey, Lori McKenna e Liz Rose
- See You Again - Wiz Khalifa feat. Charlie Puth; scritta da Andrew Cedar, Justin Franks, Charles Puth e Cameron Thomaz

#### Album dell'anno
- 1989 - Taylor Swift
- Sound & Color - Alabama Shakes
- To Pimp a Butterfly - Kendrick Lamar
- Traveller - Chris Stapleton
- Beauty Behind the Madness - The Weeknd

#### Miglior artista esordiente
- Meghan Trainor
- Courtney Barnett
- James Bay
- Sam Hunt
- Tori Kelly

### Pop

#### Miglior interpretazione pop solista
- Ed Sheeran - Thinking Out Loud
- Kelly Clarkson - Heartbeat Song
- Ellie Goulding - Love Me like You Do
- Taylor Swift - Blank Space
- The Weeknd - Can't Feel My Face

#### Miglior interpretazione pop di un duo o un gruppo
- Mark Ronson feat. Bruno Mars - Uptown Funk
- Florence + The Machine - Ship to Wreck
- Maroon 5 - Sugar
- Taylor Swift feat. Kendrick Lamar - Bad Blood
- Wiz Khalifa feat. Charlie Puth - See You Again

#### Miglior album pop vocale
- 1989 - Taylor Swift
- Piece By Piece - Kelly Clarkson
- How Big, How Blue, How Beautiful - Florence and the Machine
- Uptown Funk - Mark Ronson
- Before This World - James Taylor

#### Miglior album pop tradizionale
- The Silver Lining: The Songs of Jerome Kern - Tony Benne & Bill Charlap
- Shadows in the Night - Bob Dylan
- Stages - Josh Groban
- No One Ever Tells You - Seth MacFarlane
- My Dream Duets - Barry Manilow

### Dance/Elettronica

#### Migliore registrazione dance
- Where Are Ü Now - Skrillex e Diplo feat. Justin Bieber
- We're All We Need - Above & Beyond feat. Zoë Johnston
- Go - The Chemical Brothers
- Never Catch Me - Flying Lotus feat. Kendrick Lamar
- Runaway (U & I) - Galantis

#### Miglior album dance/elettronico
- Skrillex and Diplo Present Jack Ü - Jack Ü (Skrillex, Diplo)
- Our Love - Caribou
- Born in the Echoes - The Chemical Brothers
- Caracal - Disclosure
- In Colour - Jamie xx

### Musica contemporanea strumentale

#### Miglior album musica contemporanea strumentale
- Snarky Puppy & Metropole Orkest - Sylvia
- Bill Frisell - Guitar In The Space Age!
- Wouter Kellerman - Love Language
- Marcus Miller - Afrodeezia
- Kirk Whalum - The Gospel According To Jazz, Chapter IV

### Rock

#### Miglior interpretazione rock
- Alabama Shakes – Don't Wanna Fight
- Florence and the Machine – What Kind of Man
- Foo Fighters – Something from Nothing
- Elle King – Ex's & Oh's
- Wolf Alice – Moaning Lisa Smile

#### Miglior interpretazione metal
- Ghost - Cirice
- August Burns Red – Identity
- Lamb of God – 512
- Sevendust – Thank You
- Slipknot – Custer

#### Miglior canzone rock
- Don't Wanna Fight -  Alabama Shakes; scritta da Alabama Shakes
- Ex's & Oh's -  Elle King; scritta da Dave Bassett ed Elle King
- Hold Back the River - James Bay; scritta da Iain Archer e James Bay
- Lydia - Highly Suspect; scritta da Richard Meyer, Ryan Meyer e Johnny Stevens
- What Kind of Man - Florence and the Machine; scritta da John Hill, Tom Hull e Florence Welch

#### Miglior album rock
- Drones - Muse
- Chaos and the Calm - James Bay
- Kintsugi - Death Cab for Cutie
- Mister Asylum - Highly Suspect
- .5: The Gray Chapter - Slipknot

### Alternative

#### Miglior album di musica alternativa
- Alabama Shakes - Sound & Color
- Björk - Vulnicura
- My Morning Jacket - The Waterfall
- Tame Impala - Currents
- Wilco - Star Wars

### R&B

#### Miglior interpretazione R&B
- The Weeknd – Earned It (Fifty Shades of Grey)
- Tamar Braxton – If I Don't Have You
- Andra Day – Rise Up
- Hiatus Kaiyote – Breathing Underwater
- Jeremih ft. J. Cole – Planez

#### Miglior interpretazione R&B tradizionale
- Lalah Hathaway - Little Ghetto Boy
- Faith Evans - He Is
- Jazmine Sullivan - Let It Burn
- Tyrese - Shame
- Charlie Wilson - My Favorite Part of You

#### Miglior canzone R&B
- Really Love - D'Angelo and The Vanguard; scritta da D'Angelo, Gina Figueroa e Kendra Foster
- Coffee - Miguel; scritta da Brook Davis e Miguel
- Earned It - The Weeknd; scritta da Belly, Stephan Moccio, DaHeala e The Weeknd
- Let It Burn - Jazmine Sullivan; scritta da Babyface, Jazmine Sullivan, & Dwane M. Weir II
- Shame - Tyrese; scritta da Warryn Campbell, Tyrese e DJ Rogers Jr.

#### Miglior album Urban Contemporary
- The Weeknd - Beauty Behind the Madness
- Kehlani - You Should Be Here
- Lianne La Havas - Blood
- Miguel - Wildheart
- The Internet - Ego Death

#### Miglior album R&B
- Black Messiah - D'Angelo & The Vanguard
- Coming Home - Leon Bridges
- Cheers to the Fall - Andra Day
- Reality Show - Jazmine Sullivan
- Forever Charlie - Charlie Wilson

### Rap

#### Miglior interpretazione rap
- Kendrick Lamar - Alright
- Drake - Back to Back
- Fetty Wap - Trap Queen
- J. Cole - Apparently
- Nicki Minaj feat. Drake & Lil Wayne - Truffle Butter
- Kanye West feat. Theophilus London, Allan Kingdom & Paul McCartney - All Day

#### Miglior collaborazione con un artista rap
- Kendrick Lamar feat. Bilal, Anna Wise e Thundercat – These Walls
- Big Sean feat. Kanye West e John Legend – One Man Can Change the World
- Common e John Legend – Glory
- Jidenna feat. Roman GianArthur – Classic Man
- Nicki Minaj feat. Drake, Lil Wayne e Chris Brown – Only

#### Miglior canzone rap
- Alright -  Kendrick Lamar; scritta da Kendrick Lamar, Kawan Prather, Sounwave e Pharrell Williams
- All Day -  Kanye West feat. Theophilus London, Allan Kingdom, Paul McCartney; scritta da Ernest Brown, Velous, Sean Combs, Mike Dean, Rennard East, Noah Goldstein, Malik Yusef Jones, French Montana, Allan Kyariga, Kendrick Lamar, Paul McCartney, Vic Mensa, 88-Keys, Che Pope, Plain Pat, Allen Ritter, Kanye West, Mario Winans e Cyhi the Prynce
- Energy -  Drake; scritta da Richard Dorfmeister, Drake, Markus Kienzl, M. O'Brien, Boi-1da e Phillip Thomas
- Glory - Common feat. John Legend; scritta da Common, Rhymefest e John Legend
- Trap Queen - Fetty Wap; scritta da Tony Fadd and Fetty Wap

#### Miglior album rap
- To Pimp a Butterfly - Kendrick Lamar
- 2014 Forest Hills Drive - J. Cole
- Compton - Dr. Dre
- If You're Reading This It's Too Late - Drake
- The Pinkprint - Nicki Minaj

### Country

#### Miglior interpretazione country solista
- Chris Stapleton - Traveller
- Cam - Burning House
- Carrie Underwood - Little Toy Guns
- Keith Urban - John Cougar, John Deere, John 3:16
- Lee Ann Womack - Chances Are

#### Miglior interpretazione country di un duo/gruppo
- Little Big Town - Girl Crush
- Joey + Rory - If I Needed You
- Charles Kelley feat. Dierks Bentley & Eric Paslay - The Driver
- Brothers Osborne - Stay a Little Longer
- Blake Shelton feat. Ashley Monroe - Lonely Tonight

#### Miglior canzone country
- Little Big Town - Girl Crush
- Tim McGraw - Diamond Rings and Old Barstools
- Lee Ann Womack - Chances Are
- Brandy Clark - Hold My Hand
- Chris Stapleton - Traveller

#### Miglior album country
- Chris Stapleton - Traveller
- Little Big Town - Pain Killer
- Ashley Monroe - The Blade
- Kacey Musgraves - Pageant Material
- Sam Hunt - Montevallo

### New Age

#### Miglior album new age
- Grace - Paul Avgerinos
- Bhakti Without Borders - Madi Das
- Voyager - Catherine Duc
- Love - Peter Kater
- Asia Beauty - Ron Korb

### Jazz

#### Miglior interpretazione jazz solista
- Christian McBride - Cherokee
- Joey Alexander - Giant Steps
- Donny McCaslin - Arbiters of Evolution
- Joshua Redman - Friend or Foe
- John Scofield - Past Present

#### Miglior album jazz vocale
- Cécile McLorin Salvant - For One to Love
- Denise Donatelli - Find a Heart
- Lorraine Feather - Flirting With Disaster
- Jamison Ross - Jamison
- Karrin Allyson - Many a New Day: Karrin Allyson Sings Rodgers & Hammerstein

#### Miglior album jazz strumentale
- John Scofield - Past Present
- Terence Blanchard feat. The E-Collective - Breathless
- Robert Glasper & The Robert Glasper Trio - Covered: Recorded Live at Capitol Studios
- Jimmy Greene - Beautiful Life
- Joey Alexander - My Favorite Things

#### Miglior album jazz di un ensemble
- Maria Schneider Orchestra - The Thompson Fields
- Marshall Gilkes and WDR Big Band - Köln
- Arturo O'Farrill and the Afro Latin Jazz Orchestra
- Gil Evans Project - Lines of Color
- Patrick Williams - Home Suite Home

#### Miglior album jazz latino
- Elaine Elias - Made in Brazil
- Gonzalo Rubalcaba - Suite Caminos
- Wayne Wallace Latin Jazz Quintet - Intercambio
- Miguel Zenón - Identities are Changeable

### Gospel/Cristiana contemporanea

#### Miglior interpretazione/canzone gospel
- Kirk Franklin - Wanna Be Happy?
- Anthony Brown & Group Therapy - Worth
- Travis Greene - Intentional
- Israel & Newbreed feat. Yolanda Adams - How Awesome Is Our God
- Brian Courtney Wilson - Worth Fighting Fo

#### Miglior interpretazione/canzone di musica cristiana contemporanea
- Francesca Battistelli - Holy Spirit
- Crowder - Lift Your Head Weary Sinner
- Matt Maher - Because He Lives
- Third Day feat. All Sons & Daughters - Soul on Fire
- TobyMac feat. Mr. Talkbox - Feel It

#### Miglior album gospel
- Israel & Newbreed - Covered: Alive in Asia
- Dorinda Clark-Cole - Living It
- Tasha Cobbs - One Place Live
- Karen Clark Sheard - Destined to Win
- Jonathan McReynolds - Life Music: Stage Two

#### Miglior album di musica cristiana contemporanea
- TobyMac - This Is Not a Test
- Lauren Daigle - How Can It Be
- Matt Maher - Saints and Sinners
- Jason Crabb - Whatever the Road
- Chris Tomlin - Love Ran Red

#### Miglior album roots gospel
- The Fairfield Four - Still Rockin' My Soul
- Karen Peck and New River - Pray Now
- Point of Grace - Directions Home (Songs We Love, Songs You Know)

### Latin

#### Miglior album pop latino
- Ricky Martin - A Quien Quiera Escuchar (Deluxe Edition)
- Alex Cuba - Healer
- Pablo Alborán - Terral
- Alejandro Sanz - Sirope
- Julieta Venegas - Algo sucede

#### Miglior album rock urban latino o di musica alternativa
- Natalia Lafourcade - Hasta la Raíz
- Pitbull - Dale
- Bomba Estéreo - Amanecer
- Monsieur Periné - Caja De Música
- La Cuneta Son Machín - Mondongo

#### Miglior album di musica regionale messicana compreso il tejano
- Los Tigres del Norte - Realidades
- La Maquinaria Norteña - Ya Dime Adiós
- Los Cojolites - Zapateando
- Banda El Recodo De Don Cruz - LizárragaMi Vicio Más Grande
- Mariachi Los Camperos De Nati - CanoTradición, Arte Y Pasión

#### Miglior album latino tropical
- Rubén Blades feat. Roberto Delgado & Orchestra - Son De Panamá
- José Alberto "El Canario & Septeto Santiaguero - Tributo A Los Compadres: No Quiero Llanto
- Guaco - Presente Continuo
- Juan Luis Guerra 4.40 - Todo Tiene Su Hora
- Victor Manuelle - Que Suenen Los Tambores

### Americana

#### Miglior interpretazione americana roots
- Mavis Staples - See That My Grave Is Kept Clean
- Buddy Guy - Born To Play Guitar
- The Milk Carton Kids - City Of Our Lady
- Punch Brothers - Julep
- Béla Fleck & Abigail Washburn - And Am I Born To Die

#### Miglior canzone americana roots
- Jason Isbell - 24 Frames
- Don Henley & Merle Haggard - The Cost Of Living
- Punch Brothers - Julep
- Emmylou Harris & Rodney Crowell - The Traveling Kind
- The Mavericks - All Night Long

#### Miglior album americana
- Jason Isbell - Something More Than Free
- Emmylou Harris & Rodney Crowell - The Traveling Kind
- Brandi Carlile - The Firewatcher's Daughter
- The Mavericks - Mono
- Punch Brothers - The Phosphorescent Blues

#### Miglior album bluegrass
- The SteelDrivers - The Muscle Shoals Recordings
- Rob Ickes & Trey Hensley - Before the Sun Goes Down
- Doyle Lawson & Quicksilver - In Session
- Ralph Stanley and Friends - Man of Constant Sorrow
- Dale Ann Bradley - Pocket Full of Keys

#### Miglior album blues
- Buddy Guy - Born to Play Guitar
- Shemekia Copeland - Outskirts of Love
- Cedric Burnside Project - Descendants of Hill Country
- Bettye LaVette - Worthy
- John Primer and Various Artists - Muddy Waters 100

#### Miglior album folk
- Béla Fleck e Abigail Washburn - Béla Fleck & Abigail Washburn
- Norman Blake - Wood, Wire & Words
- Rhiannon Giddens - Tomorrow Is My Turn
- Patty Griffin - Servant of Love
- Glen Hansard - Didn't He Ramble

#### Miglior album di musica regionale
- Jon Cleary - Go Go Juice
- Natalie Ai Kamauu - La La La La
- Kealiʻi Reichel - Kawaiokalena
- The Revelers - Get Ready
- Windwalker and the MCW - Generations

### Reggae

#### Miglior album reggae
- Strictly Roots - Morgan Heritage
- Branches of the Same Tree - Rocky Dawuni
- The Cure - Jah Cure
- Acousticalevy - Barrington Levy
- Zion Awake - Luciano

### World Music

#### Miglior album di musica world
- Angelique Kidjo - Sings
- Gilberto Gil - Gilbertos Samba Ao Vivo
- Ladysmith Black Mambazo con Ella SpiraT&he Inala Ensemble - Music from Inala
- Anoushka Shankar - Home
- Zomba Prison Project - I Have No Everything Here

### Per l'infanzia

#### Miglior album di musica per l'infanzia
- Tim Kubart - Home
- José-Luis Orozco - ¡Come Bien! Eat Right!
- Gustafer Yellowgold - Dark Pie Concerns
- Molly Ledford & Billy Kelly - Trees
- Lori Henriques - How Great Can This Day Be

### Album parlato

#### Miglior album parlato
- Jimmy Carter - A Full Life: Reflections at Ninety
- Dick Cavett - Brief Encounters: Conversations, Magic Moments, And Assorted Hijinks
- Patti Smith - Blood On Snow (Jo Nesbø)
- Janis Ian & Jean Smart - Patience And Sarah (Isabel Miller)
- Amy Poehler (& Various Artists) - Yes Please

### Umorismo

#### Miglior album umoristico
- Louis C.K. - Live At Madison Square Garden
- Wyatt Cenac - Brooklyn
- Jay Mohr - Happy.and A Lot
- Craig Ferguson - Just Being Honest
- Lisa Lampanelli - Back To The Drawing Board

### Spettacolo musicale

#### Miglior album musical teatrale
- Hamilton
- Fun Home
- An American In Paris
- The King And I
- Something Rotten!

### Musica per i media visivi

#### Miglior raccolta di colonna sonora per i media visivi
- AA.VV. - Glen Campbell: I'll Be Me
- AA.VV. - Empire
- AA.VV. - Cinquanta sfumature di grigio
- AA.VV. - Pitch Perfect 2
- AA.VV. - Selma - La strada per la libertà

#### Miglior composizione di colonna sonora per i media visivi
- Antonio Sánchez - Birdman
- Alexandre Desplat - The Imitation Game
- Hans Zimmer - Interstellar
- Jóhann Jóhannsson - La teoria del tutto
- Justin Hurwitz - Whiplash

#### Miglior canzone per i media visivi
- Common & John Legend (interpreti); Lonnie Lynn, Che Smith & John Stephens (autori) - Glory (da Selma - La strada per la libertà)
- The Weeknd (interprete); Ahmad Balshe, Jason Quenneville, Stephan Moccio & Abel Tesfaye (autori) - Earned It (da Cinquanta sfumature di grigio)
- Wiz Khalifa feat. Charlie Puth (interpreti); Andrew Cedar, Justin Franks, Charles Puth & Cameron Thomaz (autori) - See You Again (da Fast & Furious 7)
- Lady Gaga (interprete); Lady Gaga, Diane Warren (autrici) - Til It Happens to You (da The Hunting Ground)

### Composizioni/arrangiamenti

#### Miglior composizione strumentale
- Arturo O'Farrill & The Afro Latin Jazz Orchestra feat. Rudresh Mahanthappa - The Afro Latin Jazz Suite
- Bob Mintzer Big Band - Civil War
- Turtle Island Quartet - Confetti Manù
- University Of North Texas One O'Clock Lab Band - Neil
- Marshall Gilkes & WDR Big Band - Vesper

### Produzione

#### Produttore dell'anno, non classico
- Jeff Bhasker
- Dave Cobb
- Diplo
- Larry Klein
- Blake Mills

#### Miglior composizione remixata, non classica
- Uptown Funk (Dave Audé Remix) - Dave Audé
- Berlin By Overnight (CFCF Remix) - CFCF
- Hold On (Fatum Remix) - Bill Hamel e Chad Newbold
- Runaway (U & I) (Kaskade Remix) - Ryan Raddon
- Say My Name (RAC Remix) - André Allen Anjos

### Videoclip/Film

#### Miglior videoclip
- Bad Blood - Taylor Swift e Kendrick Lamar; Joseph Kahn (regista); Ron Mohrhoff (produttore)
- LSD - ASAP Rocky
- I Feel Love (Every Million Miles) - The Dead Weather
- Alright - Kendrick Lamar
- Freedom - Pharrell Williams